# کلیرلیک، شهرستان اسکاگیت، واشینگتن
کلیرلیک، شهرستان اسکاگیت (به انگلیسی: Clear Lake) یک منطقهٔ مسکونی در ایالات متحده آمریکا است که در شهرستان اسکاگیت، واشینگتن واقع شده‌است. کلیرلیک، شهرستان اسکاگیت ۵٫۸۰۶ کیلومتر مربع مساحت و ۱٬۰۰۲ نفر جمعیت دارد و ۱۴ متر بالاتر از سطح دریا واقع شده‌است.